# Guéguéré (département)
Pour le chef-lieu, voir Guéguéré.
Guéguéré est un département et une commune rurale du Burkina Faso, situé dans la province de l'Ioba et la région du Djôrô. En 2012, le département comptait 32 634 habitants.

## Villages
Le département comprend un village chef-lieu (populations consolidées en 2012) :
- Guéguéré (1 730 habitants)

et 36 autres villages :
- Badiéré (624 habitants)
- Badoné (824 habitants)
- Batiélé (635 habitants)
- Bilé (654 habitants)
- Bouni (2 125 habitants)
- Dabolé (331 habitants)
- Dahorè (766 habitants)
- Dakoula (1 118 habitants)
- Didro (1 487 habitants)
- Dioumouon (1 549 habitants)
- Doumouolé (806 habitants)
- Gnimbaré (521 habitants)
- Gogoba ( habitants)
- Katogué (514 habitants)
- Kolkol (1 069 habitants)
- Komon (523 habitants)
- Korégnon (625 habitants)
- Koulégane (585 habitants)
- Kourkour (1 072 habitants)
- Libiélé (442 habitants)
- Moulourou (951 habitants)
- Nablégane (468 habitants)
- Nakar (1 637 habitants)
- Naro (555 habitants)
- Naro-Bagane (532 habitants)
- Navrinkpké (907 habitants)
- Pabo (731 habitants)
- Sahoré (195 habitants)
- Salétéon (772 habitants)
- Salibor (507 habitants)
- Tankiédougou (2 569 habitants)
- Tampouor (642 habitants)
- Ténoulé (1 839 habitants)
- Vourégane (932 habitants)
- Walala (616 habitants)
- Zélinkpè (781 habitants)